# Яхни (Обухівський район)
Яхни́ — село в Україні, у Миронівській міській громаді Обухівського району Київської області. Колишній орган місцевого самоврядування — Яхнівська сільська рада, якій були підпорядковані села Яхни та Микитяни, нині ці села у складі Яхнівського старостинського округу. Населення становить 652 особи.
Через село проходить автомагістраль Київ — Дніпропетровськ (Н01) — 120-й кілометр. Неподалік східної околиці села проходить залізнична магістраль Фастів — Цвіткове, а на заході — Миронівка — Богуслав.

## Географія
У селі бере початок річка Сухий Бутень, а також в селі розташовано три ставка.

## Назва
Існує легенда, яка повідає нам про двох братів Юхима та Якима. Посварилися брати і розійшлися. Місце, де оселився Яким, назвали Яхнами, а там, де осів Юхим — Юхнами.
Лаврентій Похилевич у своїй праці «Сказання про населені місцевості Київської губернії» стверджує, що назва села походить від просторічного варіанта імені Іоаким.

## Населення
Наприкінці XVIII століття в селі на 54-х дворах мешкали 583 особи, в середині XIX століття — вже 911 осіб.
Станом на 1885 рік у колишньому власницькому селі Вільховецької волості Канівського повіту Київської губернії мешкало 1015 осіб, налічувалося 132 дворових господарства, існували православна церква та постоялий будинок.
За переписом 1897 року кількість мешканців зросла до 1411 особи (683 чоловічої статі та 728 — жіночої), з яких 1411 — православної віри. За даними всеукраїнського перепису населення 2001 року у селі мешкало 827 осіб, у 2023 році — 652 особи. 
Мова
Розподіл населення за рідною мовою за даними перепису 2001 року був наступним:
| українська | 816 | 98,67 |
| російська  | 11  | 1,33  |

## Історія
Перша згадка про село в історичних документах належить до 1701 року. У візиті Богуславського деканату 1740 та 1746 років описується церква в селі Яхни, збудована з осики коштом полковника корсунського Захара Іскри. Це був перший, збудований після Руїни храм — церква Покрови Пресвятої Богородиці, яку було освячено 1701 року.
Під час колективізації, на початку 1930-х років в селі Яхни був створений колгосп «Незаможник».
Під час голодомору 1932—1933 років в Яхнах померло 300 осіб. На місці масових поховань жертв голодомору на Яхнівському сільському кладовищі за спонсорські кошти фермерів встановлено пам'ятний хрест, який був освячений весною 2016 року настоятелем Свято-Покровської церкви — отцем Михаїлом.

## Пам'ятки

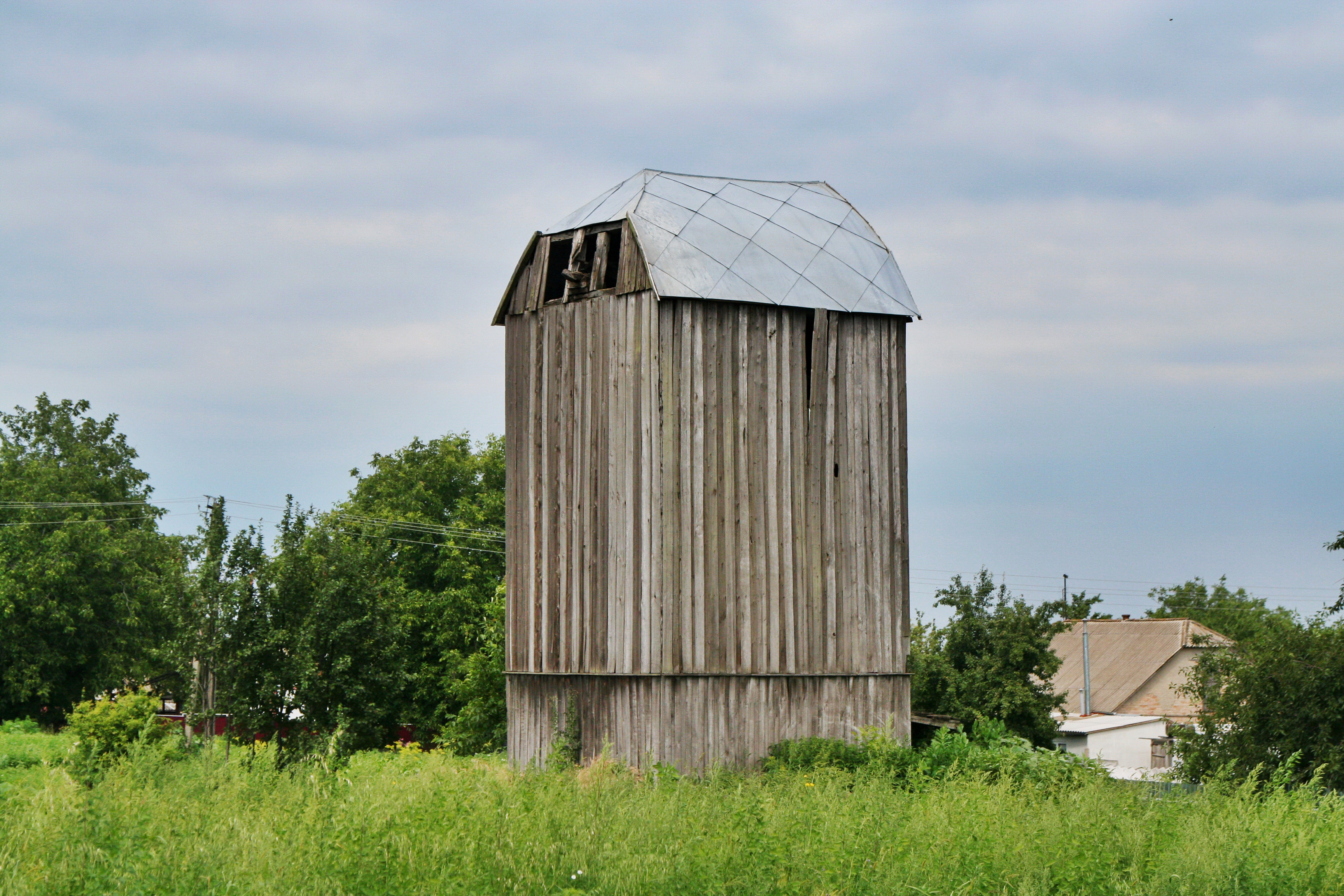
Вітряк в селі Яхни

Однією з найдавніших пам'яток села є дерев'яний вітряний млин (не охороняється), споруджений на початку XX століття. Ще 2011 року у вітряка були наявні три лопаті.

## Культура й освіта
1912 року у звичайній сільській хаті місцевим священиком було відкрито першу школу. Виник осередок товариства «Просвіта», члени якої організовували бібліотеки, гуртки, хорові колективи. Керував осередком Ярошенко. У 1925 році функціонувала початкова чотирирічна школа, а 1934 року було відкрита семирічна школа. У 1969 році споруджено будівлю нової школи. Нині — Яхнівська загальноосвітня школа І—ІІ ступенів зі шкільною бібліотекою. Станом, на початок 2016/2017 навчального року в школі навчається 87 учнів. Також в селі діє будинок культури з сільською бібліотекою.